# Тафт (Оклахома)
Тафт (англ. Taft) — місто (англ. town) в США, в окрузі Маскогі штату Оклахома. Населення — 174 особи (2020).

## Географія
Тафт розташований за координатами 35°45′40″ пн. ш. 95°32′45″ зх. д. / 35.76111° пн. ш. 95.54583° зх. д. (35.760984, -95.545783).  За даними Бюро перепису населення США в 2010 році місто мало площу 4,05 км², з яких 4,03 км² — суходіл та 0,01 км² — водойми.

## Демографія
Згідно з переписом 2010 року, у місті мешкало 250 осіб у 108 домогосподарствах у складі 69 родин. Густота населення становила 62 особи/км².  Було 153 помешкання (38/км²).
Расовий склад населення:
| - 82,0 % — чорних або афроамериканців - 6,4 % — білих - 3,2 % — корінних американців - 2,4 % — осіб інших рас |

До двох чи більше рас належало 6,0 %. Частка іспаномовних становила 4,8 % від усіх жителів.
За віковим діапазоном населення розподілялося таким чином: 23,2 % — особи молодші 18 років, 56,8 % — особи у віці 18—64 років, 20,0 % — особи у віці 65 років та старші. Медіана віку мешканця становила 44,0 року. На 100 осіб жіночої статі у місті припадало 88,0 чоловіків;  на 100 жінок у віці від 18 років та старших — 82,9 чоловіків також старших 18 років.
Середній дохід на одне домашнє господарство  становив 26 418 доларів США (медіана — 18 333), а середній дохід на одну сім'ю — 35 395 доларів (медіана — 32 500). За межею бідності перебувало 33,7 % осіб, у тому числі 23,5 % дітей у віці до 18 років та 16,7 % осіб у віці 65 років та старших.
Цивільне працевлаштоване населення становило 59 осіб. Основні галузі зайнятості: публічна адміністрація — 23,7 %, виробництво — 23,7 %, освіта, охорона здоров'я та соціальна допомога — 18,6 %.